# Yüreğir
Yüreğir (prononcé [ jyɾɛˈjiɾ]) est un district de la province d'Adana en Turquie.